# Jean Amblard
Pour les articles homonymes, voir Amblard.
Jean Amblard est un peintre français né le 26 juillet 1911 à Clermont-Ferrand (Puy-de-Dôme) et mort le 18 juin 1989 à Rochefort-Montagne (Puy-de-Dôme).

## Biographie
Issu d’une famille auvergnate de condition modeste, Jean Amblard passe son enfance à Asnières. Il se consacre précocement à l’étude des arts plastiques, fréquentant dès 1924, l’École nationale supérieure des arts décoratifs (rue d’Ulm), puis comme auditeur libre à l’École nationale de Beaux-Arts dès 1926, où il se lie d'amitié avec Boris Taslitzky. Ils quittent l'établissement pour exposer dès 1928 au Salon de la Société nationale des Beaux-Arts, puis il effectue son service militaire en 1931. Libéré de ses obligations militaires, il adhère  à l’association des écrivains et artistes révolutionnaires, créée en 1932 par le mouvement communiste, qui est animée notamment par Francis Jourdain et Louis Aragon, avant d'adhérer au PCF en mars 1935. Il est chargé de l’illustration de l’album du Pavillon de la Solidarité à l’Exposition universelle de 1937.
Mobilisé en 1939, il participe à des combats en Belgique, à la bataille de Dunkerque d'où il est évacué en Angleterre. Un de ses tableaux engagés exposés au Salon d’automne de 1943 lui vaut la visite de soldats allemands à son domicile à Paris. À la suite de cet épisode d’intimidation, il décide de partir pour le Limousin où il aidera les réseaux de maquisards de Georges Guingouin. Engagé dans l’armée Rhin et Danube, il est nommé peintre aux armées. Lors de la libération de Colmar, il saute sur une mine et fut amputé de la jambe droite et des cinq premières phalanges de la main droite.
En 1947, il expose avec Mireille Miailhe et Boris Taslitzky à la galerie la Gentilhommière. En 1948, il obtient le Prix Blumenthal de peinture. Son style rejoint la « bataille du réalisme » menée par le PCF dans le contexte de la guerre froide, principalement entre 1948 et 1953, aux côtés de Jean Vénitien, d’André Fougeron et de Boris Taslitzky. Il effectue de nombreuses réalisations d'art mural au titre du 1 % des décorations monumentales pour des bâtiments publics, souvent en ciment gravé. Il élabore avec sa seconde épouse, l'artiste Nicole de Ricou, une technique de céramique sur tranches de pierre de Volvic.
En 1963, il s’installe à Saint-Denis cité Auguste-Delaune, avenue du Colonel-Fabien. Pour cette ville, il avait réalisé en 1948 (sur la commande ministérielle d'Ambroise Croizat en 1946)  les toiles Les Maquis de France qui ornent la Salle de la Résistance de l'Hôtel de ville. En 1965, il réalise également une fresque en ciment gravé accrochée au fronton du dépôt de bus place du Général-Leclerc qui représente la livraison aux Résistants d'un char construit clandestinement par les ouvriers de l'usine Hotchkiss. Très endommagée par le temps, cette fresque est restaurée en 2025 conjointement par la RATP et la Ville de Saint-Denis.
On doit également à Jean Amblard les toiles murales L'Orchestre, la République, le Bal et la Promenade qui décorent la salle des mariages de l'Hôtel de ville de La Courneuve.
En 1981, il est de nouveau amputé, cette fois de la jambe gauche. Dans les années 1980, il réalise des œuvres pour des  églises auvergnates, dont le chœur de l’église de Perpezat et l’autel de l’église de Rochefort-Montagne, commune où il décède dans le hameau de Montcheneix. Peu avant sa mort, très malade, il peint plusieurs toiles et fait des dessins à l’encre de Chine.

## Collections publiques
Guernica, 1937, huile sur toile marouflée sur panneau, Denain, musée d'Archéologie et d'Histoire Locale
La joie de vivre, 1952, huile sur toile, Denain, musée d'Archéologie et d'Histoire Locale
Les soudeurs, 1952, huile sur toile, Denain, musée d'Archéologie et d'Histoire Locale
Ensemble de 10 dessins sur la mine et la sidérurgie, Denain, musée d'Archéologie et d'Histoire Locale

## Décorations
- Décoré de la croix de guerre avec palme[1].
- Chevalier de la Légion d’honneur[1].